# The Virgin Tour
The Virgin Tour (1985) a fost primul turneu al Madonnei. Acesta a vizitat marile orașe din Statele Unite și Canada. În turneu au fost interpretate 13 melodii, de pe albumele Madonna și Like a Virgin. The Beastie Boys au cântat în deschiderea spectacolelor.

## Informații generale
Madonna s-a ocupat de regia artistică.

## Recepția critică și a publicului
Deși criticii au fost ostili, toate cele 17.622 de bilete pentru cele trei spectacole de la Radio City Music Hall din New York s-au vândut într-un record de 34 de minute, doborând recordul deținut anterior de Elvis Costello și Phil Collins.
Paul Evans de la revista Record a criticat parțial turneul, spunând că este „doar sex”, oferindu-i în final o recenzie mixtă, numindu-l „plin de fleacuri dar destul de grozav”.
John Wendeborn, critic al ziarului The Orgeonian a oferit o recenzie mixtă, apreciind faptul că Madonna a dansat la fel de mult pe cât a cântat, schimbările de costume precum și jocurile de lumini, totuși, potrivit lui, toate acestea au distrat atenția de la cântecele propriu-zise.
Debby Waldman de la New Haven Register a comparat concertele cu un spectacol din Las Vegas, iar, spre deosebire de Wendeborn, a criticat coregrafia muzicienei, comparând-o cu o casetă de exerciții fizice realizate de Jane Fonda sau cu mișcările unei fanfare de liceu.